# Edgemont Park
Edgemont Park es un lugar designado por el censo ubicado en el condado de Ingham en el estado estadounidense de Míchigan. En el Censo de 2010 tenía una población de 2358 habitantes y una densidad poblacional de 1.096,9 personas por km².

## Geografía
Edgemont Park se encuentra ubicado en las coordenadas 42°44′48″N 84°35′34″O / 42.74667, -84.59278. Según la Oficina del Censo de los Estados Unidos, Edgemont Park tiene una superficie total de 2.15 km², de la cual 2.15 km² corresponden a tierra firme y (0%) 0 km² es agua.

## Demografía
Según el censo de 2010, había 2358 personas residiendo en Edgemont Park. La densidad de población era de 1.096,9 hab./km². De los 2358 habitantes, Edgemont Park estaba compuesto por el 74.39% blancos, el 15.61% eran afroamericanos, el 0.13% eran amerindios, el 1.65% eran asiáticos, el 0% eran isleños del Pacífico, el 2.8% eran de otras razas y el 5.43% pertenecían a dos o más razas. Del total de la población el 9.29% eran hispanos o latinos de cualquier raza.